# 최세환
최세환(1978년 ~ )은 대한민국의 배우이다. 1997년 MBC 26기 공채 탤런트로 데뷔하였다.
연세대학교 사회체육과를 졸업하고 연세대학교 교육대학원에서 석사학위를 취득했다.

## 출연작

### TV드라마
- 1997년 MBC 주말연속극 《그대 그리고 나》
- 1997년 MBC 수목드라마 《영웅신화》
- 1997년 MBC 일일연속극 《방울이》
- 1998년 MBC 일요아침드라마 《사랑밖엔 난 몰라》
- 1998년 MBC 일일연속극 《보고 또 보고》
- 1998년 MBC 일일시트콤 《남자 셋 여자 셋》
- 1998년 MBC 아침드라마 《맏이》
- 1998년 MBC 월화드라마 《피아노》
- 1998년 MBC 월화드라마 《세상 끝까지》
- 1998년 MBC 월화드라마 《추억》
- 1998년 MBC 주말연속극 《사랑과 성공》
- 1998년 MBC 월화드라마 《애드버킷》
- 1999년 MBC 월화드라마 《흐르는 것이 세월뿐이랴》
- 1999년 MBC 아침드라마 《아름다운 선택》
- 1999년 MBC 일일연속극 《날마다 행복해》
- 1999년 MBC 대하드라마 《허준》
- 2000년 MBC 청춘시트콤 《가문의 영광》
- 2000년 MBC 수목드라마 《이브의 모든 것》
- 2000년 MBC 주말연속극 《사랑은 아무나 하나》
- 2000년 MBC 미니시리즈 《비밀》
- 2000년 MBC 주간시트콤 《세 친구》
- 2001년 MBC 월화드라마 《홍국영》
- 2001년 MBC 일요아침드라마 《어쩌면 좋아》
- 2001년 MBC 미니시리즈 《호텔리어》
- 2001년 MBC 일일연속극 《결혼의 법칙》
- 2002년 MBC 수목드라마 《그 햇살이 나에게》
- 2002년 MBC 아침드라마 《내 이름은 공주》
- 2002년 MBC 수목드라마 《로망스》
- 2002년 MBC 아침드라마 《황금마차》
- 2003년 MBC 월화드라마 《다모》
- 2003년 MBC 아침드라마 《성녀와 마녀》
- 2008년 MBC 아침드라마 《하얀 거짓말》
- 2010년 MBC 대하드라마 《동이》
- 2010년 KBS1 대하드라마 《전우》
- 2011년 MBC 월화드라마 《짝패》
- 2011년 SBS 주말극장 《내사랑 내곁에》
- 2012년 KBS2 주간드라마 《부부클리닉 사랑과 전쟁2》

### 공연
- 홈스또매르
- 택시드리벌
- 명성황후

## 광고
- 삼성전자디비디콤보
- 제일은행
- 새마을금고